# Katja Kullmann

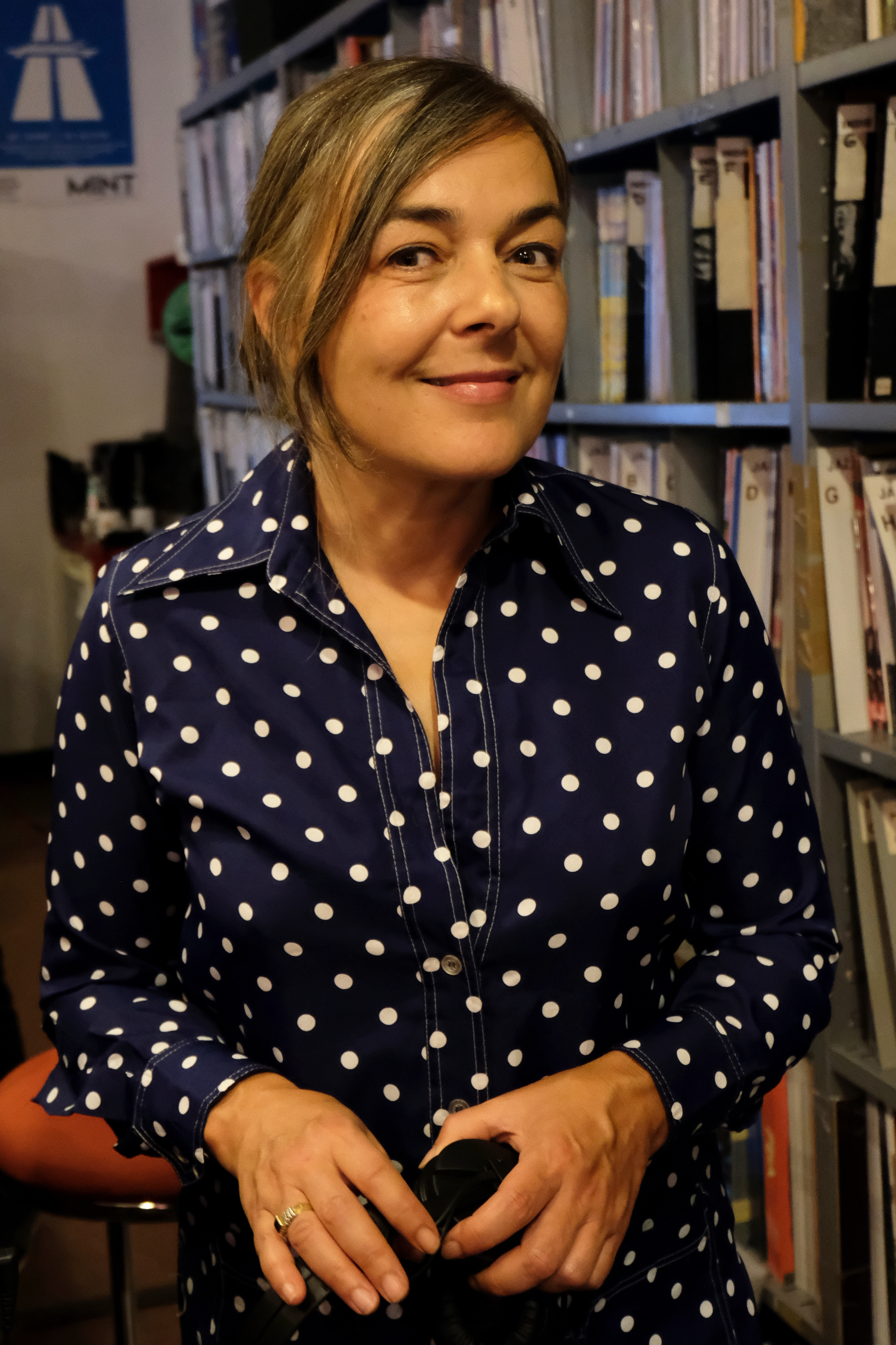
Katja Kullmann (2022)

Katja Kullmann (* 16. Juli 1970 in Bad Homburg vor der Höhe) ist eine deutsche Autorin.

## Leben
Kullmann studierte Soziologie, Politikwissenschaften und Amerikanistik in Frankfurt am Main und absolvierte ein Volontariat als Nachrichtenredakteurin bei der Deutschen Presse-Agentur (dpa). Als Redakteurin und Ressort-Leiterin war sie u. a. für Gruner + Jahr und den Jahreszeiten Verlag tätig. Als freie Journalistin schreibt sie u. a. für die FAZ, taz, der Freitag, Emma, Tages-Anzeiger (Zürich) und Datum (Wien).
Katja Kullmann schreibt Erzählungen und Sachbücher und setzt sich als Essayistin überwiegend mit Geschlechterfragen, dem Thema Arbeit, Popkultur und sozialer Gerechtigkeit auseinander. Sie veröffentlichte Beiträge in verschiedenen Anthologien.
2002 erschien ihr Sachbuch Generation Ally. Warum es heute so kompliziert ist, eine Frau zu sein im Eichborn Verlag. Der Titel nimmt ironisch Bezug auf die Fernsehserie Ally McBeal und thematisiert die Klischees und Lebensentwürfe der „Töchter der Emanzipation“ (Kullmann), die „weder Karrieremonster noch Mutter Beimer, und schon gar kein Boxenluder“ sein wollen (Klappentext). 2003 erhielt sie dafür den Deutschen Bücherpreis in der Kategorie Sachbuch.
2004 veröffentlichte sie bei Kiepenheuer & Witsch die Erzählung Fortschreitende Herzschmerzen bei milden 18 Grad, in der sie „ein Aufeinandertreffen von Dienstleistungsproletariat und Bildungselite“ (Kullmann) schildert: Es geht um die scheinbar unmögliche Liebe zwischen einer Kosmetikerin und einem Feuilletonredakteur.
2011 veröffentlichte sie das Sachbuch Echtleben. Warum es heute so kompliziert ist, eine Haltung zu haben (Eichborn), in dem sie sich mit den prekären Erwerbsverhältnissen in der so genannten Kreativwirtschaft auseinandersetzt und auch ihre eigene Zeit als Hartz-IV-Empfängerin im Jahr 2008 schildert. „Es ist ein die ,Alles-wird-gut-Rhetorik’ der Merkel-Jahre widerlegendes Buch, das die individuellen Kosten eines politischen Schwindels vorrechnet“, schrieb Nils Minkmar in der Frankfurter Allgemeinen Sonntagszeitung.
2012 veröffentlichte Kullmann die Reportage Rasende Ruinen. Wie Detroit sich neu erfindet im Suhrkamp Verlag.
Nach Aufenthalten in London, Köln, Hamburg und Zürich lebt Kullmann seit 2014 wieder in Berlin. Von März 2016 bis Juli 2017 war sie stellvertretende Chefredakteurin der Wochenzeitung der Freitag. Seit Oktober 2017 ist Kullmann in der neu geschaffenen Position der Themenchefin bei der taz tätig.
2022 veröffentlichte sie mit dem Sachbuch Die Singuläre Frau eine Mischung aus Erfahrungsbericht und Kulturgeschichte zum Thema der alleinstehenden Frau.
2025 veröffentlichte sie ihr Roman-Debüt Stars, dessen Handlung eine humorvolle Auseinandersetzung mit Astrologie, Schicksal und Selbstinszenierung darstellt.

## Bücher

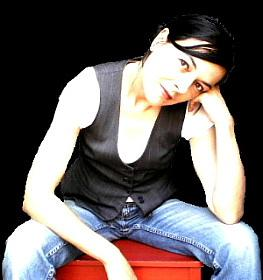
Katja Kullmann (2008)

- Generation Ally. Warum es heute so kompliziert ist, eine Frau zu sein. Eichborn, 2002 ISBN 978-3821839189
- Fortschreitende Herzschmerzen bei milden 18 Grad. Kiepenheuer & Witsch, 2004 ISBN 978-3462034042
- Echtleben. Warum es heute so kompliziert ist, eine Haltung zu haben. Eichborn, 2011 ISBN 978-3-8218-6535-5
- Rasende Ruinen. Wie Detroit sich neu erfindet. Suhrkamp, 2012 ISBN 978-3518062180
- Die Singuläre Frau. Hanser Berlin, München 2022 ISBN 978-3-446-26939-2.
- Stars. Hanser Berlin, München 2025 ISBN 978-3-446-28246-9.

## Beiträge
- Paul P., 43, möchte gern eine Frau haben. Anthologiebeitrag in Herrschaftszeiten. Vom Leben unter Männern. Dumont, 2009 ISBN 978-3832195212
- Man muss sie nicht hassen. Anthologiebeitrag in Die Piratenpartei. Alles klar zum Entern?. Bloomsbury, 2011 ISBN 978-3833308451[10]
- Marie loves Mary. Anthologiebeitrag in Modern Love. Geschichten über die Liebe. Suhrkamp, 2013 ISBN 978-3-518-46427-4
- Lochtige Weiber. Wolfgang Welt und die Frauen. Anthologiebeitrag in Über Alles oder Nichts. Annäherungen an das Werk von Wolfgang Welt. Aisthesis, 2013 ISBN 978-3-89528-996-5
- Ich male Häuser – aber es geht um Menschen. Verfall im XX-Format. Ein Besuch bei der Malerin Anna Jander. Textbeitrag in It's Soul. Kerber, 2013 ISBN 978-3-86678-866-4
- Die Cinnamon-Xmas-Edition. Anthologiebeitrag in Weihnachten kann kommen. Suhrkamp, 2013 ISBN 978-3-518-46463-2
- Das verfluchte F-Wort-Problem. Textbeitrag in Stand up. Feminismus für Anfänger und Fortgeschrittene. Rogner & Bernhard, 2014 ISBN 978-3-95403-044-6
- Lieber Konstantin Perker. Textbeitrag in Metamorphosen No. 37. Böhmische Dörfer. Elfenbein Verlag, 2014
- Ruinen-Porno und Zukunfts-Lust. Anthologiebeitrag in Learning from Detroit. Neue Strategien urbaner Krisenbewältigung. Kadmos, 2014 ISBN 978-3-86599-246-8
- Ruth auf Reisen. Kurzgeschichte in Einsteigen, bitte! Eine literarisch-fotografische Entdeckungsreise. VBN Verlag, 2015 ISBN 978-3-941712-47-8

## Auszeichnungen
- 2003 Deutscher Bücherpreis in der Kategorie Sachbuch
- 2013 Writer in Residence im Ledig House (New York State)